# Miami Open 1988
Il Miami Open 1988, ufficialmente Lipton International Players Championships 1988 per motivi di sponsorizzazione, è stato un torneo di tennis giocato su campi in cemento. È stata la 4ª edizione del Miami Open facente parte della categoria Grand Prix nell'ambito del Nabisco Grand Prix 1988 e della categoria WTA Tier I nell'ambito del WTA Tour 1988. Sia il torneo maschile che quello femminile si sono giocati al Tennis Center at Crandon Park di Key Biscayne in Florida, dal 14 al 28 marzo 1988.

## Campioni

### Singolare maschile
Mats Wilander ha battuto in finale  Jimmy Connors con il punteggio di 6–4, 4–6, 6–4, 6–4.

### Singolare femminile
Steffi Graf ha battuto in finale  Chris Evert con il punteggio di 6–4, 6–4.

### Doppio maschile
John Fitzgerald /  Anders Järryd hanno battuto in finale  Ken Flach /  Robert Seguso con il punteggio di 7–6, 6–1, 7–5.

### Doppio femminile
Steffi Graf /  Gabriela Sabatini hanno battuto in finale  Gigi Fernández /  Zina Garrison con il punteggio di 7–6(6), 6–3.